# Венже (Лодзинське воєводство)
Венже (пол. Węże) — село в Польщі, у гміні Дзялошин Паєнчанського повіту Лодзинського воєводства.
У 1975-1998 роках село належало до Серадзького воєводства.